# جيرسون فيرغارا
جيرسون فيرغارا أمو (بالإسبانية: Jherson Vergara Amú)‏ (من مواليد 26 مايو 1994) هو لاعب كرة قدم كولومبي. يلعب حاليا في إيه سي ميلان في مركز خط الدفاع.
كانت بداياته مع فريق ديبورتيس كوينديو الكولومبي في 2011 حيث لعب معهم لسنتين، وقع بعدها في 2013 لنادي إيه سي ميلان بمبلغ قدر ب 1,750,000 مليون يورو.

## روابط خارجية
- جيرسون فيرغارا على موقع قاعدة بيانات كرة القدم.إي يو (الإنجليزية)
- جيرسون فيرغارا على موقع Soccerway.com (الإنجليزية)
- جيرسون فيرغارا على موقع عالم كرة القدم.نت (الإنجليزية)
- جيرسون فيرغارا على موقع كووورة
- جيرسون فيرغارا على موقع AS.com (الإسبانية)